# چارلز گودهارت
چارلز گودهارت (انگلیسی: Charles Goodhart؛ زادهٔ ۲۳ اکتبر ۱۹۳۶) اقتصاددان اهل بریتانیا است که بیشتر به‌خاطر صورت‌بندی قانون گودهارت مشهور است. این قانون بیان می‌دارد که «وقتی یک شاخص یا معیار تبدیل به هدف شود، دیگر شاخص خوبی نخواهد بود».
او برندهٔ جوایزی همچون نشان امپراتوری بریتانیا شده و همچنین عضو آکادمی بریتانیا است.